# Падерино (Кичменгско-Городецкий район)
Падерино — деревня в Кичменгско-Городецком районе Вологодской области.
Входит в состав Городецкого сельского поселения (с 1 января 2006 года по 1 апреля 2013 года входила в Шонгское сельское поселение), с точки зрения административно-территориального деления — в Шонгский сельсовет.
Расстояние до районного центра Кичменгского Городка по автодороге составляет 9 км. Ближайшие населённые пункты — Берликово, Маслово, Наволок, Помеловка.
Население по данным переписи 2002 года — 104 человека (48 мужчин, 56 женщин). Всё население — русские.